# Kinh Dinh
Kinh Dinh là một phường thuộc thành phố Phan Rang – Tháp Chàm, tỉnh Ninh Thuận, Việt Nam.

## Địa lý

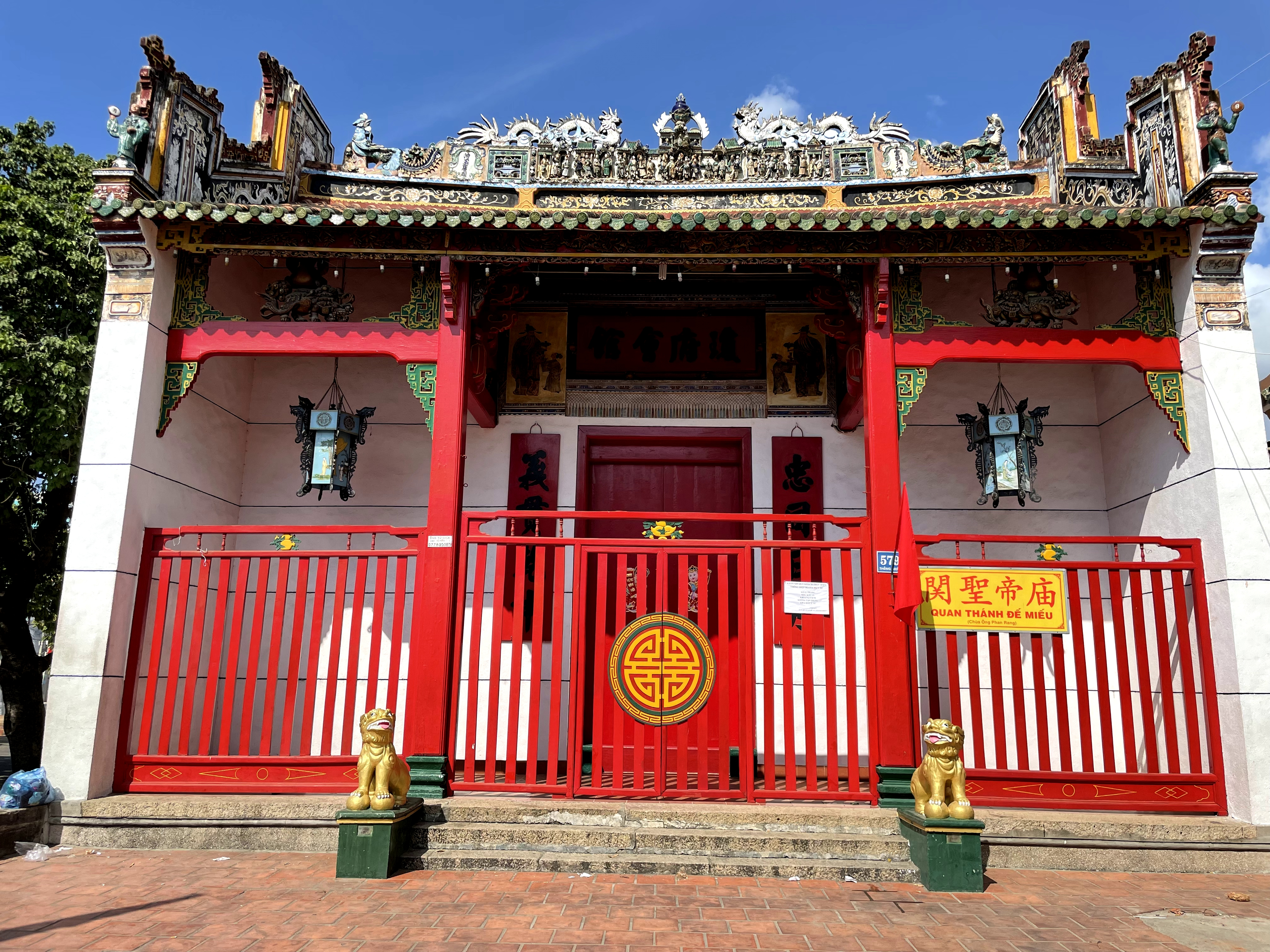
Hội quán Hải Nam của người Hoa ở Ninh Thuận, nằm bên hong chợ Phan Rang, người dân quen gọi là Chùa Ông tháng 1 năm 2022

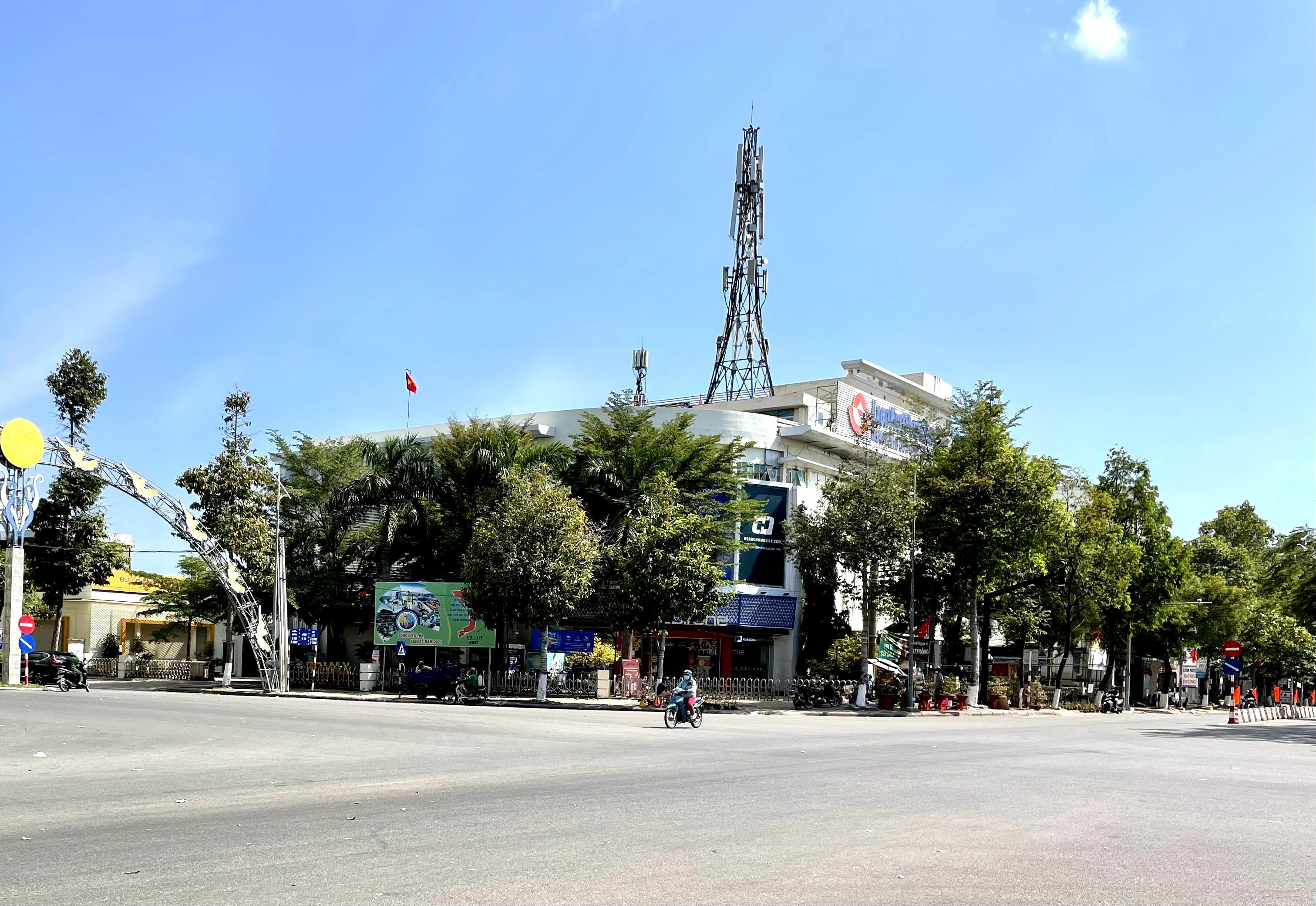
Bưu cục 16/4, nơi đặt Trung tâm hành chính công tỉnh tại góc đường 16/4 – Ngô Gia Tự

Phường Kinh Dinh nằm ở trung tâm thành phố Phan Rang – Tháp Chàm, có vị trí địa lý:
- Phía đông giáp các phường Mỹ Bình, Mỹ Đông, Mỹ Hải
- Phía tây và phía nam giáp phường Đạo Long và huyện Ninh Phước
- Phía bắc giáp phường Phủ Hà.

Phường Kinh Dinh có diện tích 3,50 km², dân số năm 2023 là 24.656 người, mật độ dân số đạt 13.298 người/km².

## Lịch sử

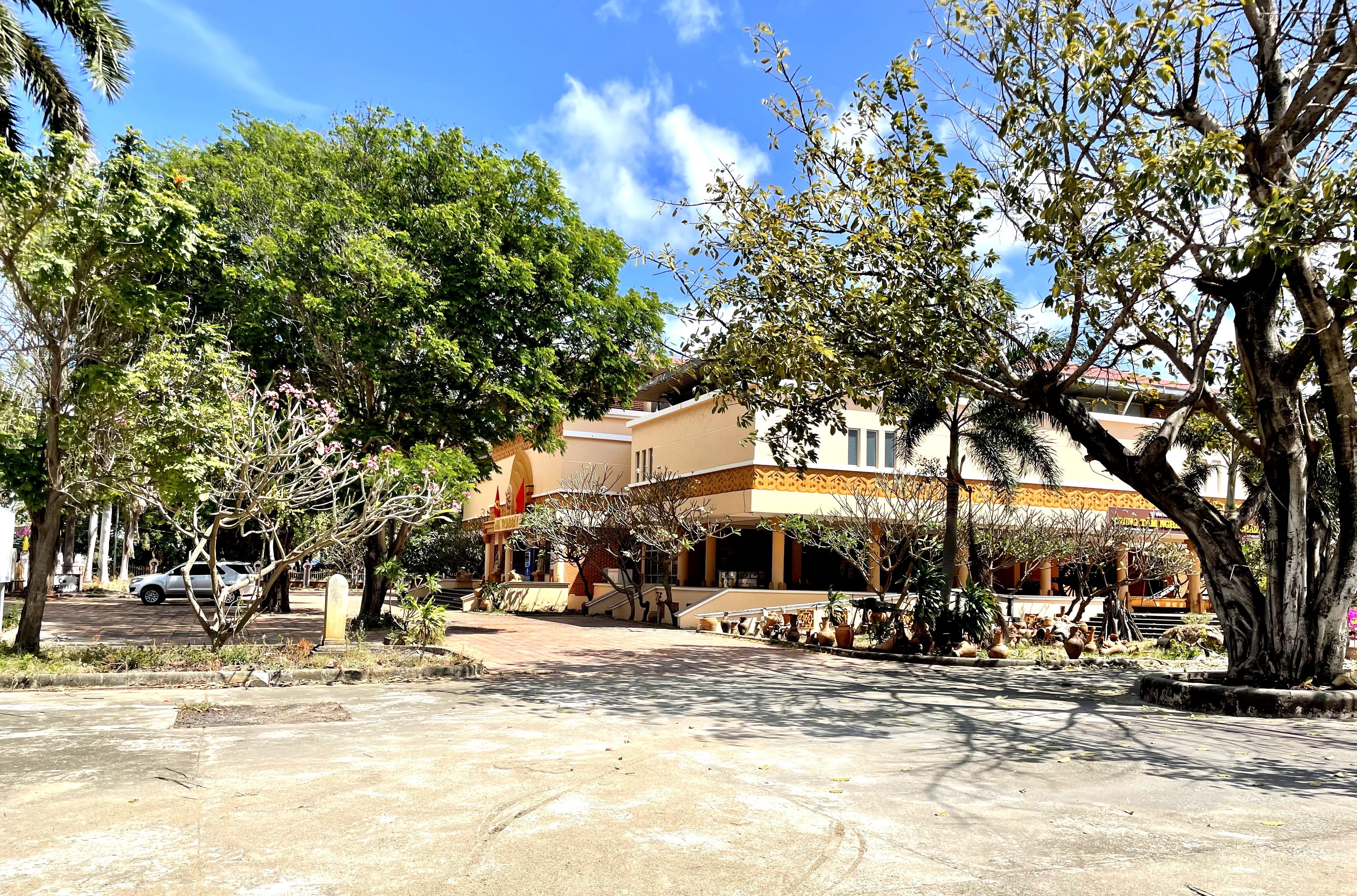
Trung tâm Nghiên cứu Văn hoá Chăm Ninh Thuận tháng 2 năm 2022

Địa danh Kinh Dinh được nhắc đến trong Đại Nam nhất thống chí trong mô tả về phủ lỵ phủ Ninh Thuận dưới thời Nguyễn như sau: "Thành phủ Ninh Thuận: thành đất, chu vi 72 trượng, mở 2 cửa, ở thôn Kinh Dinh huyện Yên Phước, xây năm Minh Mệnh thứ 11 (1830)".
Dưới thời Việt Nam Cộng hòa, Kinh Dinh là một thôn thuộc xã Phan Rang, quận Thanh Hải, tỉnh Ninh Thuận.
Sau năm 1975, thôn Kinh Dinh được chuyển thành phường Kinh Dinh thuộc thị xã Phan Rang, tỉnh Thuận Hải.
Ngày 27 tháng 4 năm 1977, Hội đồng Chính phủ ban hành Quyết định 124-CP. Theo đó:
- Giải thể thị xã Phan Rang
- Sáp nhập 6 phường: Mỹ Hương, Tấn Tài, Kinh Dinh, Thanh Sơn, Phủ Hà, Đạo Long vào huyện Ninh Hải để thành lập thị trấn Phan Rang, thị trấn huyện lỵ huyện Ninh Hải.

Ngày 1 tháng 9 năm 1981, Hội đồng Bộ trưởng ban hành Quyết định 45-HĐBT. Theo đó, tái lập thị xã Phan Rang với tên gọi mới là thị xã Phan Rang – Tháp Chàm, đồng thời tái lập phường Kinh Dinh.
Ngày 25 tháng 12 năm 2001, Chính phủ ban hành Nghị định 99/2001/NĐ-CP. Theo đó:
- Điều chỉnh 4,22 ha diện tích tự nhiên và 236 người của phường Kinh Dinh về phường Thanh Sơn quản lý
- Điều chỉnh 9,22 ha diện tích tự nhiên và 233 người của phường Kinh Dinh về phường Tấn Tài quản lý.

Sau khi điều chỉnh địa giới hành chính, phường Kinh Dinh còn lại 39,17 ha diện tích tự nhiên và 7.656 người.
Tính đến ngày 31 tháng 12 năm 2023, phường Kinh Dinh có 0,41 km² diện tích tự nhiên và quy mô dân số là 8.100 người. Phường Mỹ Hương có 0,45 km² diện tích tự nhiên và quy mô dân số là 5.200 người. Phường Tấn Tài có 2,64 km² diện tích tự nhiên và quy mô dân số là 11.356 người.
Ngày 28 tháng 9 năm 2024, Ủy ban Thường vụ Quốc hội ban hành Nghị quyết số 1198/NQ-UBTVQH15 về việc sắp xếp đơn vị hành chính cấp xã của tỉnh Ninh Thuận giai đoạn 2023 – 2025 (nghị quyết có hiệu lực từ ngày 1 tháng 11 năm 2024). Theo đó, sáp nhập toàn bộ 0,45 km² diện tích tự nhiên, quy mô dân số là 5.200 người của phường Mỹ Hương và toàn bộ 2,64 km² diện tích tự nhiên, quy mô dân số là 11.356 người của phường Tấn Tài vào phường Kinh Dinh.
Phường Kinh Dinh có 3,50 km² diện tích tự nhiên và quy mô dân số là 24.656 người.